# Gepunkteter Fadenfisch

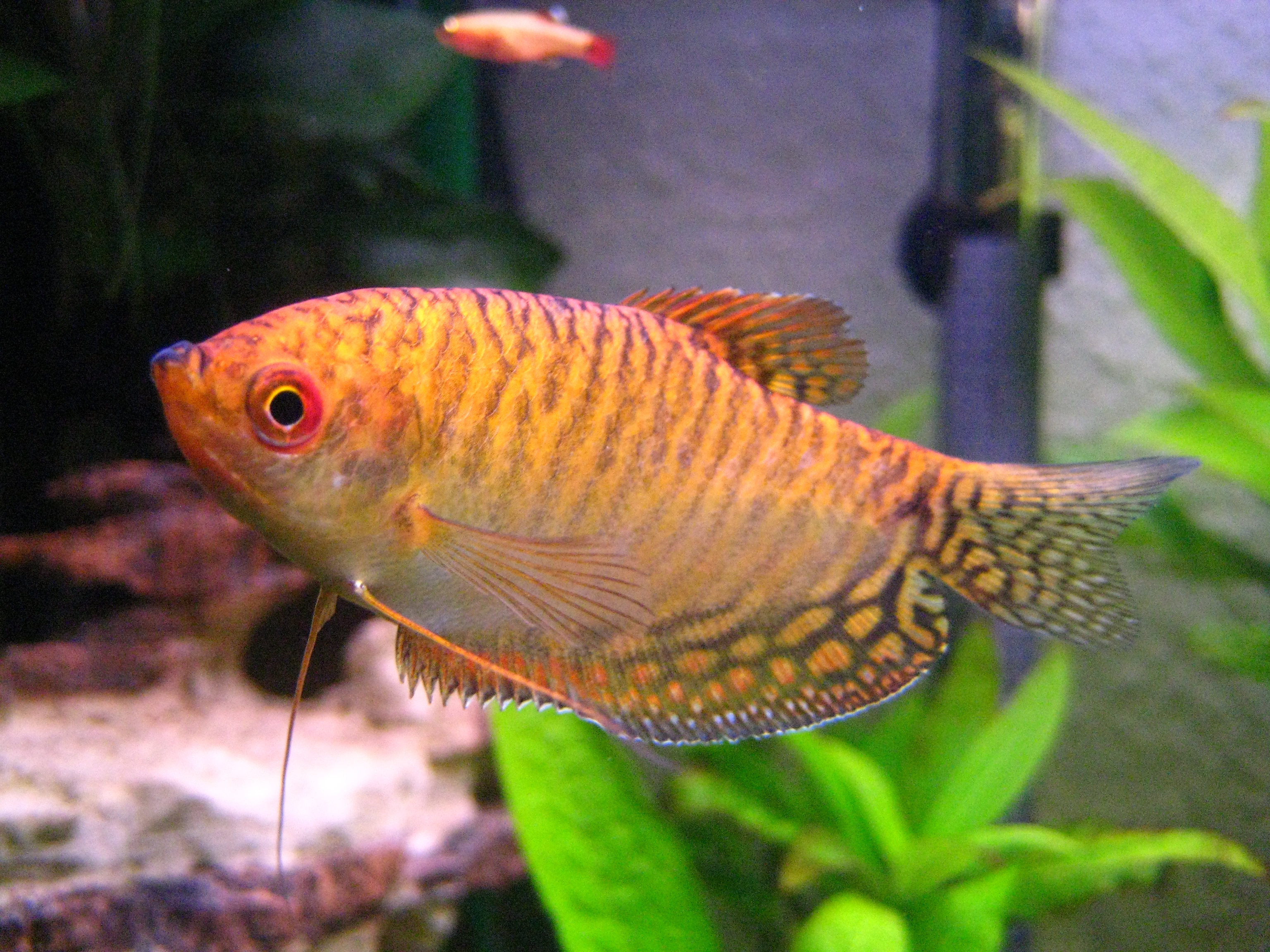
Gelbe Zuchtform, weiblich

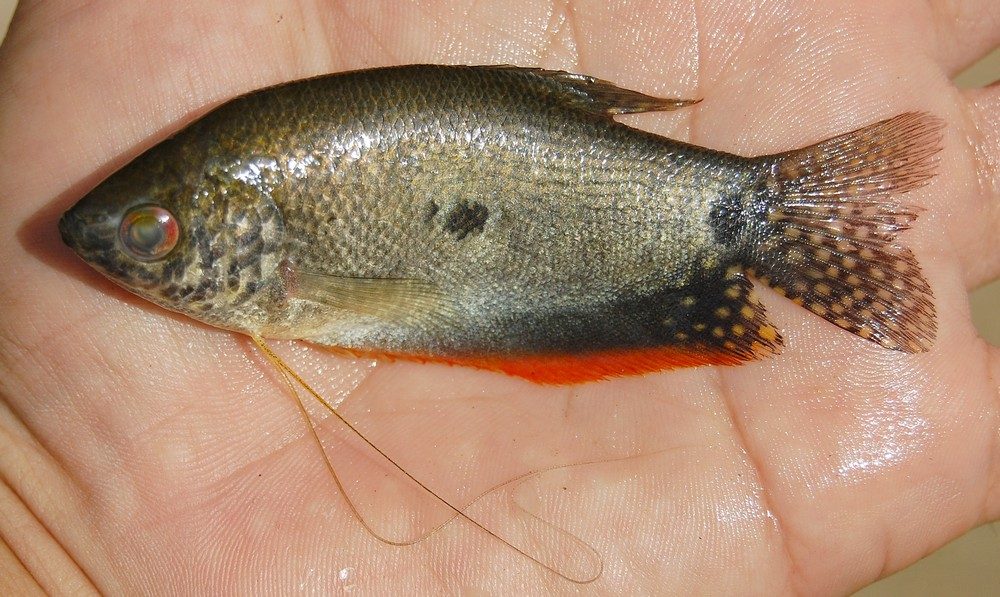
Wildform aus Zentraljava

Der Gepunktete Fadenfisch (Trichopodus trichopterus, Syn.: Trichogaster trichopterus), früher auch oft missverständlich Punktierter Fadenfisch genannt, ist ein Labyrinthfisch und der „Östliche Fadenfisch“ mit der weitesten Verbreitung in Südostasien.

## Merkmale
Mit einer Gesamtlänge von bis zu 15 Zentimetern ist der Gepunktete Fadenfisch ein stattlicher Süßwasserfisch. In seinem beachtlichen Verbreitungsgebiet treten verschieden gefärbte und gezeichnete Erscheinungsformen auf. Die wissenschaftliche Erstbeschreibung bezieht sich auf ein Exemplar aus „Indonesien“. Damit ist, unter Berücksichtigung der damaligen Verhältnisse, sehr wahrscheinlich die große Sundainsel Java gemeint. Dort tragen die Gepunkteten Fadenfische eine blaugraue bis ockerbraune, vom Rücken zur Bauchlinie aufhellende Grundfarbe, auf der eine Reihe verschieden feiner wellenförmiger Vertikallinien den ganzen Körper überziehen. In der Körpermitte und auf dem Ansatz der Schwanzflosse liegt jeweils ein unregelmäßiger dunkelbrauner bis schwarzer Punkt. Die unpaarigen Flossen sind verschieden intensiv gepunktet. In der Schwanzflosse sind die Punkte perlmuttfarben, golden schimmernd oder auch bläulich. In der Rückenflosse entsprechen sie weitestgehend der Körpergrundfarbe und im weichstrahligen Teil der langen Afterflosse sind die Punkte verschieden groß und gelb bis orangerot gefärbt. In diesem Farbton ist die Afterflosse auch gesäumt. Das Auge ist rot. Je nach anderer geographischer Herkunft ist die Grundfarbe gelblich bis blau, die Bänderung feiner oder breiter und mehr oder weniger wellenartig. Verschiedene Populationen des Gepunkteten Fadenfischs zeichnen sich also durch farbliche Unterschiede aus und attestieren dieser Art eine große Variabilität.
Flossenformel: Dorsale VI-VII/8-10, Anale X-XII/33-38.

## Ökologie
Gepunktete Fadenfische haben unter den „Östlichen Fadenfischen“ das größte Verbreitungsgebiet. Vorkommen sind auf praktisch allen großen und kleinen Sundainseln, auf der Malaiischen Halbinsel, in Singapur, Thailand, Vietnam, Laos, Kambodscha, Myanmar und auf der Insel Luzon (Philippinen) dokumentiert. Es ist heute nicht mehr nachvollziehbar, in welchem Umfang der Mensch Anteil an dieser ausgedehnten Verbreitung hat. Die große Anpassungsfähigkeit dieser Art spiegelt sich auch im Spektrum ihrer Lebensräume wider, denn sie besiedelt sowohl klassische Labyrinthfischbiotope (verkrautete flache Bereiche stehender oder langsam fließender natürlicher Gewässer, Reisfelder, Bewässerungssysteme und Teiche) als auch größere Bäche, Flüsse und Kanäle. Besondere Abhängigkeiten von den chemischen Eigenschaften des Wassers scheinen nicht zu bestehen. Einige der Inselpopulationen zeigen sogar eine für Labyrinthfische erstaunliche Salinitätstoleranz, denn es gibt Nachweise aus dem Brackwasser. Der Gepunktete Fadenfisch ist einer der am wenigsten spezialisierten Labyrinthfische und hierin liegt der Grund für seinen Ausbreitungserfolg.
Zum ebenfalls breiten Nahrungsspektrum gehören Weichtiere, Insekten, Insektenlarven, Garnelen, Anfluginsekten und zu einem geringen Teil auch Algen und höhere Pflanzen.

## Fortpflanzung
Mit einer Fläche von über 30 cm² und deutlich über die Wasseroberfläche gewölbt, errichten Männchen dieser Art die größten aller Fadenfisch-Schaumnester. Sie entstehen im Mittelpunkt des von fortpflanzungsfähigen Männchen besetzten Reviers, wo auch das auffällige Werben um laichbereite Weibchen erfolgt. Nach einer kurzen, aber heftigen bis aggressiven Balz laicht das Paar unter dem Nest zwischen ein- und viertausend winzige Eier, die leichter als Wasser sind und deshalb allein in das Nest aufsteigen. Die Brutpflege des Männchens besteht zunächst in der Vertreibung des Weibchens und danach in der Nestverteidigung. Die sehr kleinen, mit einem großen Dottervorrat ausgestatteten Larven schlüpfen nach etwa einem Tag und verlassen bereits zwei bis drei Tage danach frei schwimmend den Nestbereich.

## Bedeutung für den Menschen
Gepunktete Fadenfische kommen nicht nur weit verbreitet, sondern auch in großen Bestandsdichten vor. Dies und die Möglichkeit, sie lange Zeit lebend aufzubewahren, machen sie zu sehr geeigneten und begehrten Speisefischen. Sie gehören in ihren Heimatländern frischtot und vor allem lebend zum täglichen Marktangebot. Bereits 1896 von F. G. Umlauff nach Hamburg importiert, sind Gepunktete Fadenfische regelmäßige Aquarienfische im Angebot des Zoofachhandels. Neben der selten angebotenen „Nominatform“ werden vor allem blaue, braune, silberne, gelbgoldene, marmorierte und sogar weiße (mit pigmentierten Augen) sowie albinotische Zuchtformen angeboten. Wenige Spezialisten befassen sich mit Wildfängen und darauf basierenden populationsreinen Stämmen.

## Systematik

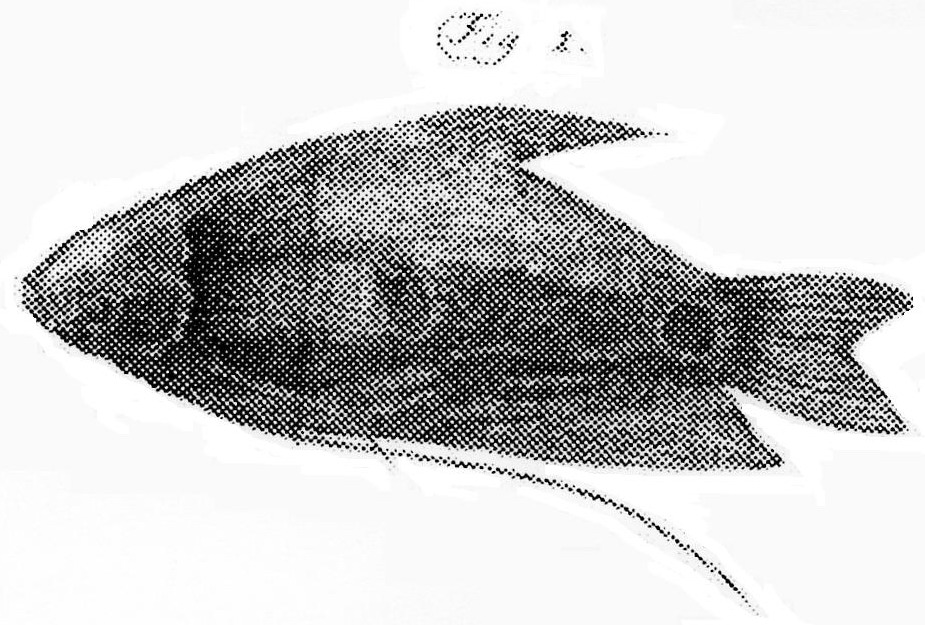
Erste Darstellung bei Kölreuter, 1764

Der Gepunktete Fadenfisch wurde erstmals 1764 durch Joseph Gottlieb Kölreuter erwähnt; diese Darstellung entspricht aber nicht den Anforderungen an eine wissenschaftliche Artbeschreibung. Kölreuter – bei J(oseph) G(ottlieb) Kölreuter und I(osepho) T(heophilio) Koelreuter handelt es sich um dieselbe Person; er publizierte sowohl unter seinem Taufnamen als auch, da er lange in Sankt Petersburg arbeitete, unter der latinisierten russischen Schreibweise – nannte zwar einen Gattungsnamen, Sparus, versäumte aber, einen Artnamen hinzuzufügen, was seit der Einführungen der binominalen Nomenklatur durch Carl von Linné im Jahr 1758 erforderlich war. Die wissenschaftliche Erstbeschreibung erfolgte 1770 durch Pallas als Labrus trichopterus aus Indonesien. Weitere Synonymbeschreibungen: Osphromenus siamensis Günther 1861, Osphromenus insulatus Seale 1910, Trichopus sepat Bleeker 1845, Trichopus maculatus Swainson 1839, Osphromenus saigonensis, Trichopus siamensis und Stethochaetus biguttatus Gronow in Gray 1854. Auch Unterarten wurden beschrieben: Trichogaster trichopterus koehlreuteri (Pallas, 1777), Trichogaster trichopterus sumatranus Ladiges 1933 (möglicherweise Ausgangspunkt für die Zucht des „Cosby-Guramis“ oder „Marmorierten Fadenfischs“) und Trichogaster trichopterus siamensis Klausewitz 1957, die zurzeit nicht anerkannt werden. Der sehr weit verbreitete, verschieden angepasste und außergewöhnlich transparente Gestreifte Fadenfisch ist dauerhaft nicht im Rahmen einer einzigen Art zu halten. Nach einer notwendigen Revision sind Neubeschreibungen zu erwarten. Im September 2014 wurde eine bis auf einen Fleck auf der Schwanzflossenbasis völlig zeichnungslose Form als Trichopodus poptae Low, Tan & Britz, 2014 neu beschrieben. Der Gattungsname Trichopodus deutet auf die fadenartigen Bauchflossen hin (thrix „Haar“, pous „Fuß“ bzw. „Flosse“). Der adjektivistische Artname wiederholt diese Körpereigenschaft. Gemeinsam mit dem Mosaikfadenfisch (Trichopodus leerii), dem Mondscheinfadenfisch (Trichopodus microlepis) und dem Schaufelfadenfisch (Trichopodus pectoralis), bildet der Gepunktete Fadenfisch die Gruppe der „Östlichen Fadenfische“.